# 健全性
健全性（けんぜんせい、英: Soundness）は、論証が次の属性を持つことと同値である。
1. その論証は妥当である。
2. その前提の全てが真である。

論理体系における証明（例えば自然演繹）が健全（sound）であるとは、妥当な論理式（あるいは恒真式）のみを証明することを意味する。すなわち、論理体系が健全であるとは、{\displaystyle X_{1},\ldots ,X_{n}\vdash Y} が {\displaystyle X_{1},\ldots ,X_{n}\models Y} を含意することをいう。
日本では、土木工学、特にインフラストラクチャーにおいて健全性という言葉が使われることが多い。経年劣化や災害によって構造物に変化が生じたときに使用に耐えられるかどうかの意味で使われている。

## 健全な論証
次のような健全な論証があるとする（三段論法）。
全ての人間は死ぬ。
ソクラテスは人間である。
従って、ソクラテスは死ぬ。
この論証は妥当であり（前提から結論が導かれ、前提を真とすれば結論が真であるため）、前提が真なので、論証全体としては健全である。
以下の論証は妥当だが、健全ではない。
全ての動物は飛ぶことができる。
豚は動物である。
従って、豚は飛ぶことができる。
大前提は実際には偽であるため、この論証は妥当だが健全ではない。